# Condylocarpon glabrum
Condylocarpon glabrum är en oleanderväxtart som beskrevs av Müll.Arg.. Condylocarpon glabrum ingår i släktet Condylocarpon och familjen oleanderväxter. Inga underarter finns listade i Catalogue of Life.